# Batus latreillei
Batus latreillei är en skalbaggsart som först beskrevs av White 1853.  Batus latreillei ingår i släktet Batus och familjen långhorningar. Inga underarter finns listade.